# Сузана Петричевич
Сузана Петричевич (нар. 16 лютого 1959, Шибеник, СФРЮ) — сербська співачка та акторка. Закінчила Факультет драматичного мистецтва.

## Дискографія
- Bel Tempo (1987)
- Modesty (1992)